# Picumne de Temminck
Picumnus temminckii
Espèce
Statut de conservation UICN

 LC  : Préoccupation mineure
Le Picumne de Temminck, Picumnus temminckii, est une espèce d'oiseaux de la famille des Picidae (sous-famille des Picumninae), endémique du sud du Brésil, du Paraguay et du nord de l'Argentine.